# Sun Chunlan

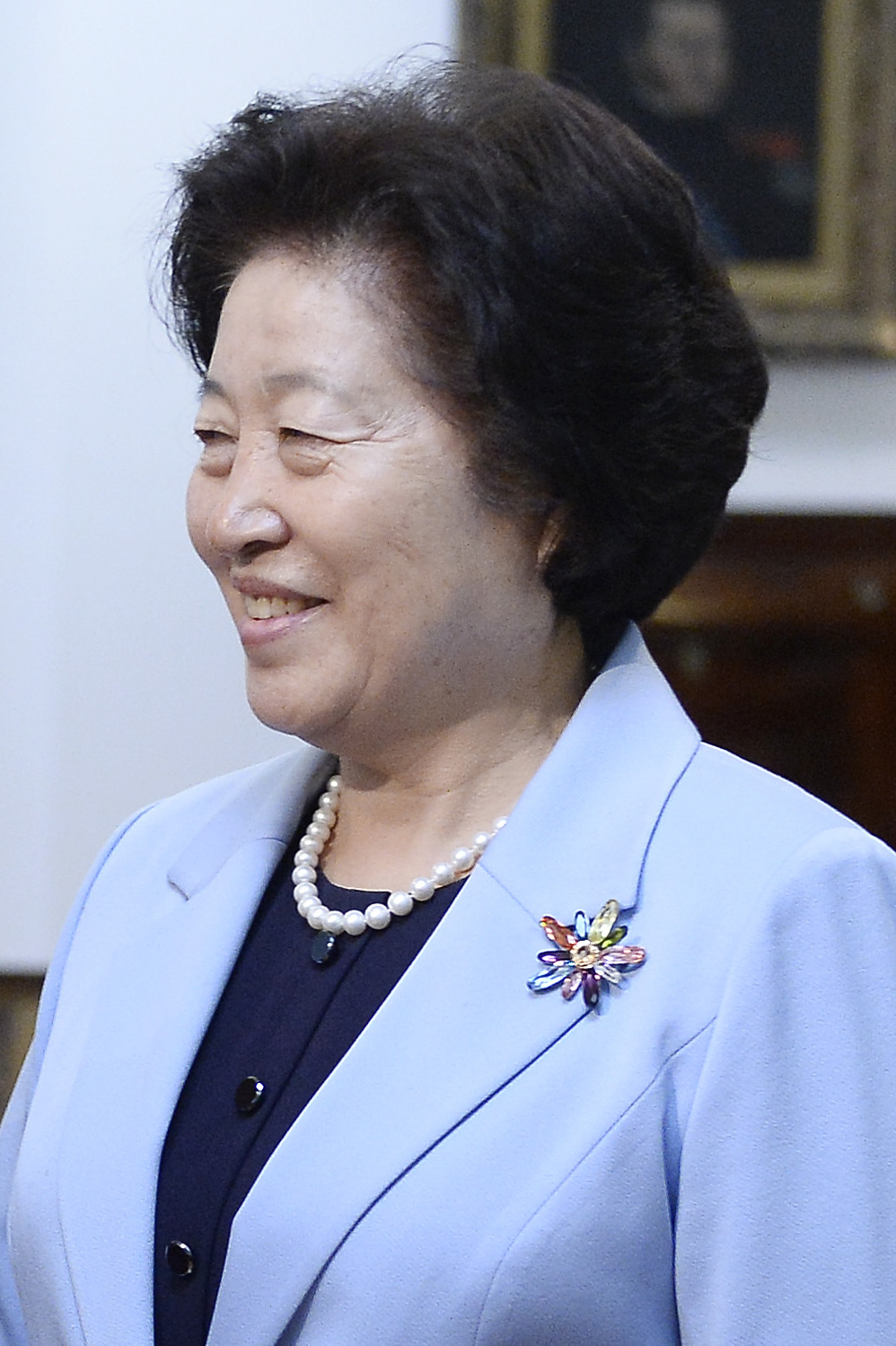
Sun Chunlan

Sun Chunlan (chinesisch 孙春兰; * Mai 1950 in Raoyang, Hengshui, Provinz Hebei) ist eine chinesische Politikerin der Kommunistischen Partei Chinas (KPCh), die unter anderem Mitglied des Politbüros des ZK der KPCh von November 2012 bis Oktober 2022 war. Daneben fungierte sie 2014 bis 2017 als Leiterin der ZK-Abteilung für die Einheitsfront. Seit März 2018 ist sie Vizeministerpräsidentin der Volksrepublik China.

## Leben
Sun Chunlan trat 1973 der KPCh bei und wurde auf dem XV. Parteitag 1997 zur Kandidatin des ZK gewählt. Sie fungierte von 1997 bis 2005 als stellvertretende Sekretärin der KP-Provinzleitung der Provinzleitung Liaoning und war zugleich von 1997 bis 2001 Präsidentin der Parteischule dieser Provinz sowie im Anschluss zwischen 2001 und 2005 Bürgermeisterin von Dalian. Danach war sie von 2005 bis 2009 Vize-Vorsitzende und Erste Sekretärin der Allchinesischen Föderation der Gewerkschaften (ACFTU), des Dachverbandes der Gewerkschaften, und in Personalunion dessen Parteisekretärin. Im November 2009 löste sie Lu Zhangong als Sekretärin der KP-Provinzleitung der Provinz Fujian und verblieb in dieser Funktion bis November 2012, woraufhin You Quan im Dezember 2012 ihre Nachfolge antrat. Daneben war sie zwischen 2010 und 2012 Vorsitzende des Ständigen Ausschusses des Volkskongresses der Provinz Fujian.
Auf dem XVIII. Parteitag 2012 wurde Sun Chunlan zum Mitglied des Politbüro der Kommunistischen Partei Chinas sowie des Zentralkomitee der Kommunistischen Partei Chinas (ZK) gewählt. Daneben wurde sie am 21. November 2012 als Nachfolgerin von Zhang Gaoli Sekretärin des KP-Stadtkomitees der regierungsunmittelbaren Stadt Tianjin und verblieb in dieser Funktion bis Dezember 2014, woraufhin der Bürgermeister von Tianjin, Huang Xingguo, diese Funktion kommissarisch übernahm. Im Dezember 2014 übernahm sie als Nachfolgerin des von seinen Ämtern enthobenen Ling Jihua den Posten als Leiterin der ZK-Abteilung für die Einheitsfront. Diese Position hatte sie bis November 2017 inne.
Mit 19. März 2018 wurde Sun Chunlan zur Vizeministerpräsidentin der Volksrepublik China mit den Zuständigkeitsbereichen Erziehung, Gesundheitswesen, Sport und Kultur ernannt. Sie ist die hauptverantwortliche Funktionärin für die Umsetzung der Bekämpfung der COVID-19-Pandemie in der Volksrepublik.